# Smith’s Parish

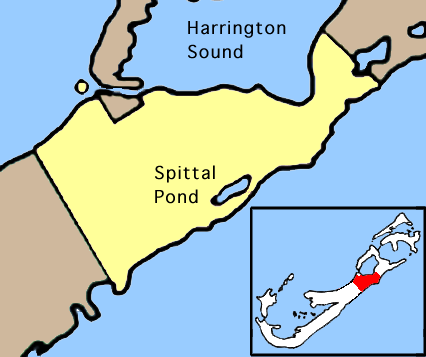
Lage des Smith’s Parish innerhalb der Bermudas

Smith’s Parish bezeichnet ein 4,9 km² großes Verwaltungsgebiet von Bermuda mit 5984 Einwohnern (2016).
Der in deutschsprachigen Staaten mit einem Landkreis vergleichbare Parish liegt im Nordosten der bermudischen Hauptinsel Grand Bermuda am Südufer des Harrington Sound. Das Gebiet ist leicht hügelig; Town Hill, mit 76 Metern die höchste Erhebung von Bermuda, liegt hier. Nahe der südlichen Atlantikküste befindet sich der Spittal Pond, einer der wenigen Seen in Bermuda.
Smith’s Parish grenzt westlich an den Devonshire Parish und östlich an den Hamilton Parish.
Das Verwaltungsgebiet ist nach dem englischen Aristokraten Sir Thomas Smith (1558–1625) benannt.